# Crossandra spinosa
Crossandra spinosa är en akantusväxtart som beskrevs av Günther von Mannagetta und Lërchenau Beck. Crossandra spinosa ingår i släktet Crossandra och familjen akantusväxter. Inga underarter finns listade i Catalogue of Life.